# Matthias Stenhammar
Matthias Stenhammar, född 6 juli 1766 i Västra Eds församling, Kalmar län, död 7 maj 1845 i Risinge församling, Östergötlands län, var en svensk präst, riksdagsledamot och psalmförfattare.

## Biografi
Matthias Stenhammar föddes 1766 i Västra Eds församling. Han var son till var son till prosten och kyrkoherden Adolf Stenhammar och Anna Sofia Mozelius.
Efter fem års gradualstudier i Uppsala promoverades Stenhammar år 1788 till magister. Han genomförde året därpå en resa till Tyskland, Frankrike, England och Norge. Han prästvigdes 1791 på kallelse till huspredikant av landshövding Nils von Rosenstein. År 1792 utnämndes han till hovpredikant och var en av fyra hovpredikanter som under Gustaf IV Adolfs minderårighet tilläts predika för honom. År 1797 blev han befordrad till kyrkoherde i Risinge socken i Linköpings stift och 1799 blev han prost. År 1809 utnämndes han till teologie doktor och mottog vid 1839 års promotion jubelkransen. Vid detta tillfälle överlämnade han ett förseglat konvolut till filosofiska fakulteten innehållandes 15 000 riksdaler. Pengarna var ämnade för en stipendiefond för studerade vid Östgöta nation i Uppsala.
Vid tre tillfällen mottog Stenhammar pris från Svenska Akademien: Första gången år 1792 för elva kyrkpsalmer (varav några är intagna i 1793 och 1819 års provpsalmböcker), de andra gångerna för hans översättningar från Virgilius och Boileau. Han var riksdagsledamot vid alla riksmöten 1810–1823 och tillhörde vid de tre första bevillningsutskottet och vid de två senare statsutskottet. Inom sitt stånd räknades han som den frisinnade oppositionens huvudman.
Den 11 mars 1797 invaldes han som ledamot nummer 175 av Kungliga Musikaliska Akademien.

### Familj
Stenhammar gifte sig första gången 18 augusti 1798 med Anna Charlotta Reutersköld (1762–1835). Hon var dotter till ryttmästaren Axel Diedrich Reutersköld och Eva Anna Wefverstedt. De fick tillsammans barnen Axel Adolph Stenhammar (1800–1800) och Aurora Eva Sophia Stenhammar (1803–1863) som var gift med tillförordnade landshövdingen Otto Fredrik Påhlman i Östergötlands län och tillförordnade landshövdingen Carl Fredrik Hummelhielm i Östergötlands län.
Stenhammar gifte sig sig andra gången 13 november 1836 med Jacquette Jern (1816–1898). Hon var dotter till komministern i Risinge församling. De fick tillsammans dottern författaren Mathilda Lönnberg (död 1907) som var gift med filosofie doktorn Carl Lönnberg.
Han var bror till Johan Stenhammar och halvbror till Christian Stenhammar.